# Crystal Reed
Crystal Marie Reed (Detroit, 6 febbraio 1985) è un'attrice statunitense.
Nota principalmente per il ruolo di Denise nel film Skyline e di Allison Argent nella serie televisiva Teen Wolf.

## Biografia
Ha studiato danza fin dalla tenera età adolescenziale ed è stata capitano del corpo di ballo al liceo. Mentre viveva a Roseville, era un membro attivo del teatro comunitario locale in cui ha recitato in diversi musical come Annie, Il violinista sul tetto e Grease. Ha frequentato la Wayne State University ed è stata una parte del programma di Bachelor of Fine Arts. Si è trasferita a Chicago ed è apparsa in una serie di produzioni locali.
Nel dicembre 2008 si trasferisce a Hollywood per intraprendere la carriera cinematografica.
Nel febbraio 2021 si trasferisce a New York.
Dal 2010 appare in televisione nelle serie CSI - Scena del crimine, Hard Times - Tempi duri per RJ Berger, Rizzoli & Isles e CSI: NY. Dal 2011 al 2014 è Allison Argent, personaggio principale nella serie televisiva di MTV Teen Wolf. Ha partecipato ai film Skyline con Donald Faison e Eric Balfour nel 2010; Crazy, Stupid, Love con Steve Carell e Julianne Moore nel 2011 e Crush, diretto da Malik Bader nel 2013. Dal 2017 al 2018 interpreta Sofia Falcone (figlia del boss Carmine Falcone) nella quarta stagione della serie televisiva Gotham.

## Filmografia

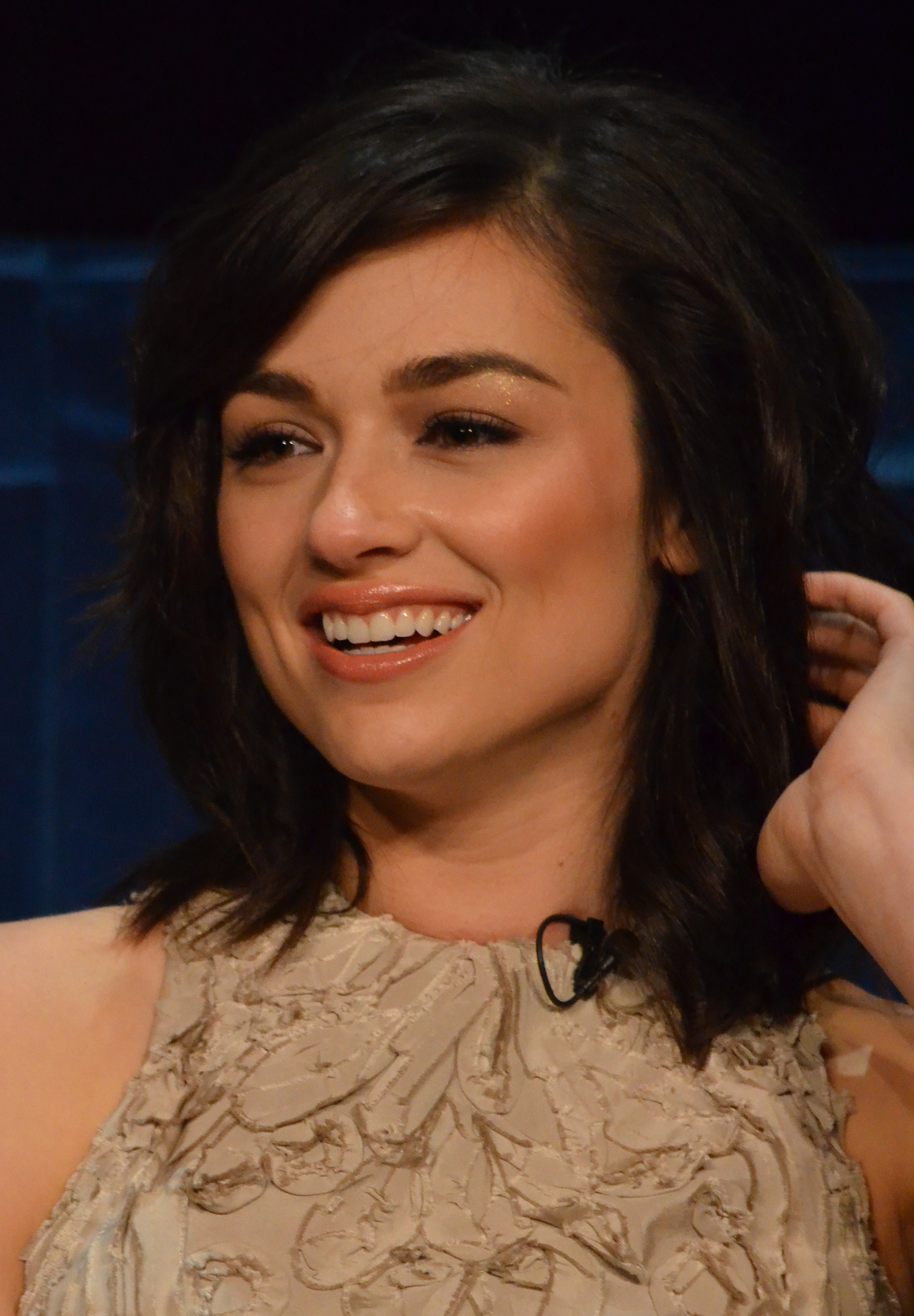
Crystal Reed ad un'intervista di Teen Wolf nel 2012

### Cinema
- Skyline, regia dei Fratelli Strause (2010)
- Crazy, Stupid, Love, regia di Glenn Ficarra e John Requa (2011)
- Jewtopia, regia di Bryan Fogel (2012)
- Crush, regia di Malik Bader (2013)
- Too Late, regia di Dennis Hauck (2015)
- La casa delle bambole - Ghostland (Ghostland), regia di Pascal Laugier (2018)
- Pinball: The Man Who Saved The Game, regia di Austin e Meredith Bragg (2022)
- Teen Wolf - Il film (Teen Wolf: The Movie), regia di Russell Mulcahy (2023)

### Televisione
- CSI - Scena del crimine (CSI: Crime Scene Investigation) – serie TV, episodio 10x21 (2010)
- Hard Times - Tempi duri per RJ Berger (The Hard Times of RJ Berger) – serie TV, episodio 1x03 (2010)
- Rizzoli & Isles – serie TV, episodio 1x04 (2010)
- CSI: NY – serie TV, episodio 7x03 (2010)
- Drop Dead Diva – serie TV, episodio 3x08 (2011)
- Teen Wolf – serie TV, 49 episodi (2011-2014; 2016)
- Gotham – serie TV, 12 episodi (2017-2018)
- Swamp Thing – serie TV, 10 episodi (2019)

## Doppiatrici italiane
Nelle versioni in italiano delle opere in cui ha recitato, Crystal Reed è stata doppiata da:
- Chiara Gioncardi in Teen Wolf, Teen Wolf - Il film
- Perla Liberatori in Skyline
- Gaia Bolognesi in Rizzoli & Isles
- Virginia Brunetti in Gotham
- Valentina Favazza in La casa delle bambole - Ghostland
- Francesca Manicone in Swamp Thing